# Unione Sportiva Avellino 1946-1947
Questa voce raccoglie le informazioni riguardanti l'Unione Sportiva Avellino nelle competizioni ufficiali della stagione 1946-1947.

## Stagione
Il 23 febbraio 1947 l'Avellino, in occasione del derby contro il Benevento, scende in campo per la prima volta con la storica maglia verde.

## Rosa
| N. |                   | Ruolo | Calciatore         |
| -- | ----------------- | ----- | ------------------ |
|    | Italia (bandiera) | P     | Mario Cozzi        |
|    | Italia (bandiera) | P     | Francesco Marciano |
|    | Italia (bandiera) | D     | Augusto Capolino   |
|    | Italia (bandiera) | D     | Dante Zanzottera   |
|    | Italia (bandiera) | C     | Carmine Corraretti |
|    | Italia (bandiera) | A     | Livio Gennari      |
|    | Italia (bandiera) | A     | Isidoro Rescigno   |
|    | Italia (bandiera) | A     | Giuseppe Rodomonti |
|    | Italia (bandiera) | A     | Franco Tanelli     |
|    | Italia (bandiera) |       | Luigi Borriello    |
|    | Italia (bandiera) |       | Buccioli           |
|    | Italia (bandiera) |       | Mario Cesa         |

| N. |                   | Ruolo | Calciatore          |
| -- | ----------------- | ----- | ------------------- |
|    | Italia (bandiera) |       | Chiarenza           |
|    | Italia (bandiera) |       | Alfredo Cucciniello |
|    | Italia (bandiera) |       | De Caprio           |
|    | Italia (bandiera) |       | Del Prete           |
|    | Italia (bandiera) |       | Gaetano Festa       |
|    | Italia (bandiera) |       | Pasquale Greco      |
|    | Italia (bandiera) |       | Mario Preziosi      |
|    | Italia (bandiera) |       | Raffaele Russo      |
|    | Italia (bandiera) |       | Antonio Stella      |
|    | Italia (bandiera) |       | Francesco Stella    |
|    | Italia (bandiera) |       | Domenico Testa      |